# 阿布哈茲—尼加拉瓜關係
阿布哈兹与尼加拉瓜的关系指阿布哈兹共和国和尼加拉瓜之间的双边对外关系。尼加拉瓜承认阿布哈兹和南奥塞梯在2008年9月5日正式独立。
在2008年11月的新闻发布会上，尼加拉瓜外交部长塞缪尔·桑托斯·洛佩兹稱：“当然，我们认为承认独立的阿布哈兹和南奥塞梯的决定是公平和适当的。必须给予他们两个共和国在方便的时刻协调直接外交关系的可能性和条件。显而易见，我们将通过我们的朋友——可能是俄罗斯，与阿布哈兹和南奥塞梯共和国建立更密切的联系和外交关系。“
阿布哈兹代表团访问并会见了尼加拉瓜总统丹尼尔·奥尔特加後，阿布哈兹和尼加拉瓜于2009年9月10日正式建立外交关系。
2010年7月18日至21日，阿布哈兹国家代表团由巴加普什总统率领访问了尼加拉瓜。7月19日，代表团由爱德华·贾巴耶维奇·科科伊季领导的南奥塞梯代表团参加。同一天，两位总统都参加了桑地诺革命31周年的正式活动。7月20日，阿布哈兹和尼加拉瓜总统签署了关于友好合作、免签证旅行长达90天的协定、贸易经济关系、商业航运、航空服务以及阿布哈兹共和国国家银行之间的合作和尼加拉瓜中央银行。 总统还获得对方各自国家的最高装饰品。
2012年4月16日，当扎乌尔·格瓦加瓦（原派驻委内瑞拉大使）获得总统亚历山大·安克瓦布的证书时，阿布哈兹在尼加拉瓜开了一个大使馆。2012年6月27日，尼加拉瓜大使路易斯·夸德拉向阿布哈兹外交部长维切斯夫·奇里克巴和安克瓦布总统递交了全权证书。
2016年7月5日，尼加拉瓜新任大使胡安·埃内斯托·瓦斯克斯·阿拉亚向外交部长和总统劳尔·朱姆科维奇·哈吉姆巴提交了他的证书，并邀请卡布吉巴访问尼加拉瓜。在此期间，曾表示阿布哈兹打算在马那瓜开启外交使馆。